# Смит, Джон (гребец)
Джон Смит (англ. John Smith; род. 12 января 1990, Джермистон, Гаутенг) — южноафриканский гребец (академическая гребля), олимпийский чемпион 2012 года (четвёрки, легкий вес). Выступает за Преторийский университет.